# Championnats d'Asie d'athlétisme 1993
Navigation
Les 10e Championnats d'Asie d'athlétisme se sont déroulés à Manille, aux Philippines en 1993.

## Résultats

### Hommes
| Event | Or                                      | Or                   | Argent                                  | Argent               | Bronze                                  | Bronze               |
| --- | --------------------------------------- | -------------------- | --------------------------------------- | -------------------- | --------------------------------------- | -------------------- |
| 100 m | Talal Mansour Qatar                     | 10 s 22              | Li Tao Chine                            | 10 s 38              | Lin Wei Chine                           | 10 s 46              |
| 200 m | Huang Danwei Chine                      | 20 s 83              | Koichi Konakatomi Japon                 | 20 s 98              | Zhao Cunlin Chine                       | 21 s 07              |
| 400 m | Ibrahim Ismail Muftah Qatar             | 45 s 55              | Son Ju-il Corée du Sud                  | 46 s 47              | Koji Ito Japon                          | 46 s 63              |
| 800 m | Lee Jin-il Corée du Sud                 | 1 min 48 s 24        | Kim Yong-hwan Corée du Sud              | 1 min 49 s 03        | Malek Shirmoradifar Iran                | 1 min 49 s 40        |
| 1500 m | Kim Soon-hyung Corée du Sud             | 3 min 38 s 60        | Bahadur Prasad Inde                     | 3 min 38 s 95        | Ahmed Ibrahim Warsama Qatar             | 3 min 43 s 02        |
| 5000 m | Bahadur Prasad Inde                     | 13 min 41 s 70       | Alyan Sultan Al-Qahtani Arabie saoudite | 13 min 48 s 03       | Mohammed Amer Ahmed Émirats arabes unis | 13 min 49 s 74 NR    |
| 10 000 m | Alyan Sultan Al-Qahtani Arabie saoudite | 29 min 48 s 05       | Munusamy Ramachandran Malaisie          | 30 min 16 s 08       | Baek Seung-do Corée du Sud              | 30 min 24 s 02       |
| 3000 m steeple | Saad Shadad Al-Asmari Arabie saoudite   | 8 min 32 s 08        | Mohammed Amer Ahmed Émirats arabes unis | 8 min 39 s 02        | Hamid Sajjadi Iran                      | 8 min 43 s 29        |
| 110 m haies | Li Tong Chine                           | 13 s 49              | Chen Yanhao Chine                       | 13 s 66              | Yoshiaki Hoki Japon                     | 13 s 93              |
| 400 m haies | Zid Abou Hamed Syrie                    | 49 s 10              | Chanond Keanchan Thaïlande              | 50 s 46              | Ali Ismail Doka Qatar                   | 50 s 89              |
| 20 km marche | Chen Shaoguo Chine                      | 1 h 26 min 29 s 69 t | Hirofumi Sakai Japon                    | 1 h 28 min 31 s 26 t | Sergey Korepanov Kazakhstan             | 1 h 29 min 06 s 36 t |
| 4 × 100 m | Chine                                   | 39 s 47              | Japon                                   | 39 s 65              | Thaïlande                               | 40 s 02              |
| 4 × 400 m | Japon                                   | 3 min 09 s 03        | Arabie saoudite                         | 3 min 10 s 25        | Sri Lanka                               | 3 min 10 s 49        |
| Saut en hauteur | Lee Jin-taek Corée du Sud               | 2,24 m               | Xu Yang Chine                           | 2,21 m               | Stanilov Mingosan Kazakhstan            | 2,18 m               |
| Saut à la perche | Grigoriy Yegorov Kazakhstan             | 5,70 m               | Igor Potapovich Kazakhstan              | 5,50 m               | Kim Chul-kyun Corée du Sud              | 5,20 m               |
| Saut en longueur | Nobuharu Asahara Japon                  | 8,13 m               | Chao Chih-Kuo Taipei chinois            | 8,09 m               | Nai Hui-Fang Taipei chinois             | 8,08 m               |
| Triple saut | Aleksey Fatyanov Azerbaïdjan            | 16,89 m              | Oleg Sakirkin Kazakhstan                | 16,82 m              | Sergey Arzamasov Kazakhstan             | 16,78 m              |
| Lancer du poids | Liu Hao Chine                           | 19,04 m              | Bilal Saad Mubarak Qatar                | 18,28 m              | Sergey Kot Ouzbékistan                  | 17,85 m              |
| Lancer du disque | Ajit Bhaduria Inde                      | 55,52 m              | Sergey Kot Ouzbékistan                  | 54,90 m              | Ma Wei Chine                            | 54,32 m              |
| Lancer du marteau | Bi Zhong Chine                          | 70,54 m              | Koji Murofushi Japon                    | 65,54 m              | Nasser Abdul Al-Jarallah Koweït         | 60,42 m              |
| Lancer du javelot | Zhang Lianbiao Chine                    | 78,92 m              | Vladimir Parfyonov Ouzbékistan          | 77,32 m              | Kota Suzuki Japon                       | 74,78 m              |
| Décathlon | Oleg Veretelnikov Ouzbékistan           | 7601 pts             | Ramil Ganiyev Ouzbékistan               | 7558 pts             | Kim Tae-Keun Corée du Sud               | 7397 pts             |
| Records et Performances - AR : Record continental (area record) - CR : Record des championnats (championship record) - MR : Record du meeting (meet record) - NR : Record national (national record) - OR : Record olympique (olympic record) - PR : Record paralympique (paralympic record) - PB : Record personnel (personal best) - SB : Meilleure performance personnelle de la saison (season's best) - WL : Meilleure performance mondiale de l'année (world leader) - WJR : Record du monde junior (world junior record) - WR : Record du monde (world record) Circonstances et Conditions - DNF : N'a pas terminé (did not finish) - DNS : N'a pas pris le départ (did not start) - DQ : Disqualification (disqualification) - NM : Aucun essai valable enregistré (No Mark) - Q : Qualifié « directement » au prochain tour (ou à la prochaine compétition), lors d'une compétition majeure, grâce au classement ou à la réalisation des minima (automatic qualifier) - q : Qualifié au prochain tour (ou à la prochaine compétition), lors d'une compétition majeure, grâce au repêchage ou à la réalisation de l'une des meilleures performances parmi celles des « non qualifiés directement » (grâce au meilleur temps ou à la meilleure distance par exemple) (secondary qualifier) |                                         |                      |                                         |                      |                                         |                      |

### Femmes
| Event | Or                             | Or               | Argent                       | Argent           | Bronze                                 | Bronze           |
| --- | ------------------------------ | ---------------- | ---------------------------- | ---------------- | -------------------------------------- | ---------------- |
| 100 m | Tian Yumei Chine               | 11 s 36          | Liu Xiaomei Chine            | 11 s 49          | Wang Huei-Chen Taipei chinois          | 11 s 60          |
| 200 m | Chen Zhaojing Chine            | 23 s 24          | Damayanthi Dharsha Sri Lanka | 23 s 29          | Wang Huei-Chen Taipei chinois          | 23 s 42          |
| 400 m | Ma Yuqin Chine                 | 51 s 23          | Rabia Abdul Salam Malaisie   | 52 s 56          | Kalawati "Kutty" Saramma Inde          | 52 s 83          |
| 800 m | Liu Li Chine                   | 2 min 04 s 18    | Li Huirong Chine             | 2 min 04 s 32    | Sriyani Dhammika Menike Sri Lanka      | 2 min 04 s 90    |
| 1500 m | Yan Wei Chine                  | 4 min 17 s 78    | Ichikawa Yosuika Japon       | 4 min 19 s 66    | Molly Chacko Inde                      | 4 min 20 s 98    |
| 3000 m | Qu Yunxia Chine                | 9 min 15 s 74    | Zhang Linli Chine            | 9 min 16 s 19    | Molly Chacko Inde                      | 9 min 24 s 57    |
| 10 000 m | Wang Junxia Chine              | 34 min 19 s 32   | Zhang Lirong Chine           | 35 min 28 s 99   | Palaniappan Jayanthi Malaisie          | 36 min 14 s 84   |
| 100 m haies | Zhang Yu Chine                 | 13 s 07          | Sriyani Kulawansa Sri Lanka  | 13 s 38          | Olga Shishigina Kazakhstan             | 13 s 57          |
| 400 m haies | Natalya Torshina Kazakhstan    | 56 s 70          | Leng Xueyan Chine            | 57 s 02          | Reawadee Watanasin (Srithoa) Thaïlande | 58 s 90          |
| 10 km marche | Gao Hongmiao Chine             | 47 min 08 s 98 t | Li Chunxiu Chine             | 48 min 01 s 14 t | Yuka Mitsumori Japon                   | 48 min 03 s 02 t |
| 4 × 100 m | Chine                          | 43 s 84          | Taipei chinois               | 45 s 12          | Inde                                   | 45 s 34          |
| 4 × 400 m | Chine                          | 3 min 33 s 76    | Inde                         | 3 min 36 s 06    | Malaisie                               | 3 min 41 s 66    |
| Saut en hauteur | Svetlana Zalevskaya Kazakhstan | 1,92 m           | Svetlana Ruban Ouzbékistan   | 1,92 m           | Chinami Sadahiro Japon                 | 1,89 m           |
| Saut en longueur | Yao Weili Chine                | 6,73 m           | Yelina Selina Kazakhstan     | 6,49 m           | Elma Muros Philippines                 | 6,29 m           |
| Triple saut | Ren Ruiping Chine              | 14,05 m          | Kim Hyu-In Corée du Sud      | 12,69 m          | Nor Aishah Ismail Malaisie             | 12,45 m          |
| Lancer du poids | Zhang Liuhong Chine            | 18,68 m          | Lee Myung-Sun Corée du Sud   | 16,08 m          | Aya Suzuki Japon                       | 15,13 m          |
| Lancer du disque | Cao Qi Chine                   | 61,58 m          | Zhao Yonghua Chine           | 57,78 m          | Ikuko Kitamori Japon                   | 50,40 m          |
| Lancer du javelot | Zhang Li Chine                 | 62,14 m          | Oksana Yarygina Ouzbékistan  | 59,84 m          | Xiao Yanha Chine                       | 57,44 m          |
| Heptathlon | Ghada Shouaa Syrie             | 6259 pts         | Wu Shulin Chine              | 5479 pts         | Ma Chun-Ping Taipei chinois            | 5376 pts         |
| Records et Performances - AR : Record continental (area record) - CR : Record des championnats (championship record) - MR : Record du meeting (meet record) - NR : Record national (national record) - OR : Record olympique (olympic record) - PR : Record paralympique (paralympic record) - PB : Record personnel (personal best) - SB : Meilleure performance personnelle de la saison (season's best) - WL : Meilleure performance mondiale de l'année (world leader) - WJR : Record du monde junior (world junior record) - WR : Record du monde (world record) Circonstances et Conditions - DNF : N'a pas terminé (did not finish) - DNS : N'a pas pris le départ (did not start) - DQ : Disqualification (disqualification) - NM : Aucun essai valable enregistré (No Mark) - Q : Qualifié « directement » au prochain tour (ou à la prochaine compétition), lors d'une compétition majeure, grâce au classement ou à la réalisation des minima (automatic qualifier) - q : Qualifié au prochain tour (ou à la prochaine compétition), lors d'une compétition majeure, grâce au repêchage ou à la réalisation de l'une des meilleures performances parmi celles des « non qualifiés directement » (grâce au meilleur temps ou à la meilleure distance par exemple) (secondary qualifier) |                                |                  |                              |                  |                                        |                  |

## Tableau de médailles
| Rang | Nation                                      | Or | Argent | Bronze | Total |
| ---- | ------------------------------------------- | -- | ------ | ------ | ----- |
| 1    | Drapeau de la République populaire de Chine | 23 | 11     | 4      | 38    |
| 2    | Drapeau de la Corée du Sud                  | 3  | 4      | 3      | 10    |
| 3    | Drapeau du Kazakhstan                       | 3  | 3      | 4      | 10    |
| 4    | Drapeau du Japon                            | 2  | 5      | 7      | 14    |
| 5    | Drapeau de l'Inde                           | 2  | 2      | 4      | 8     |
| 6    | Drapeau de l'Arabie saoudite                | 2  | 2      | 0      | 4     |
| 7    | Drapeau du Qatar                            | 2  | 1      | 2      | 5     |
| 8    |                                             | 2  | 0      | 0      | 2     |
| 9    | Drapeau de l'Ouzbékistan                    | 1  | 5      | 1      | 7     |
| 10   | Drapeau de l'Azerbaïdjan                    | 1  | 0      | 0      | 1     |
| 11   | Drapeau du Taipei chinois                   | 0  | 2      | 4      | 6     |
| 12   | Drapeau de la Malaisie                      | 0  | 2      | 3      | 5     |
| 13   | Drapeau du Sri Lanka                        | 0  | 2      | 2      | 4     |
| 14   | Drapeau de la Thaïlande                     | 0  | 1      | 2      | 3     |
| 15   | Drapeau des Émirats arabes unis             | 0  | 1      | 1      | 2     |
| 16   | Drapeau de l'Iran                           | 0  | 0      | 2      | 2     |
| 17   | Drapeau des Philippines                     | 0  | 0      | 1      | 1     |
| 17   | Drapeau du Koweït                           | 0  | 0      | 1      | 1     |